# Aegla
Los cangrejos tanque, cangrejos pancora, cangrejos de agua dulce, falsos cangrejos o cucarachas de río (Aegla) son un conjunto de especies que pertenecen al único género de crustáceos decápodos de la familia de los aéglidos que cuenta con especies vivientes, ya que los restantes sólo se conocen por sus restos fósiles cretácicos. Habitan en ambientes de agua dulce del centro y sur de América del Sur.

## Distribución y hábitat
Aegla es un género restringido a las regiones centrales y australes de América del Sur. Se distribuyen desde el municipio de Franca, en el estado de São Paulo, sudeste del Brasil (20º60’S) hasta la isla Madre de Dios (provincia de Última Esperanza) en el sur de Chile (50º01’S). Habitan en cuerpos acuáticos de agua dulce del sur de Brasil, Bolivia, Paraguay, Uruguay, gran parte de la Argentina y de Chile. Se encuentran en arroyos, ríos, lagos, lagunas, ríos de cavernas, etc., en altitudes entre el nivel marino y los 4500 m s. n. m. en el noroeste argentino y posiblemente habite a mayor altura en Bolivia. En lagos chilenos fue capturado en profundidades de hasta 320 metros.

## Características y costumbres
Son similares a los langostinos, teniendo el abdomen parcialmente oculto por debajo del tórax. El dimorfismo sexual es notable, y se presenta en el sector abdominal, relacionándose con el comportamiento de llevar los huevos fecundados en los pleópodos.    
El apareamiento no coincide con la muda y es precedido por un período de relación entre los integrantes de la pareja. De los huevos eclosionan juveniles que se parecen mucho a sus adultos, quienes les brindan atención. Son especies que recorren el bentos de los cuerpos en los que habitan, generalmente en búsqueda de su alimento, ocultándose bajo rocas del lecho, en cuevas o grietas. Su dieta es omnívora, desde materia vegetal a insectos, moluscos, peces, renacuajos, etc. Como contraparte, son consumidos por aves, peces como las truchas (Salmo) o caimanes como el yacaré overo (Caiman latirostris).

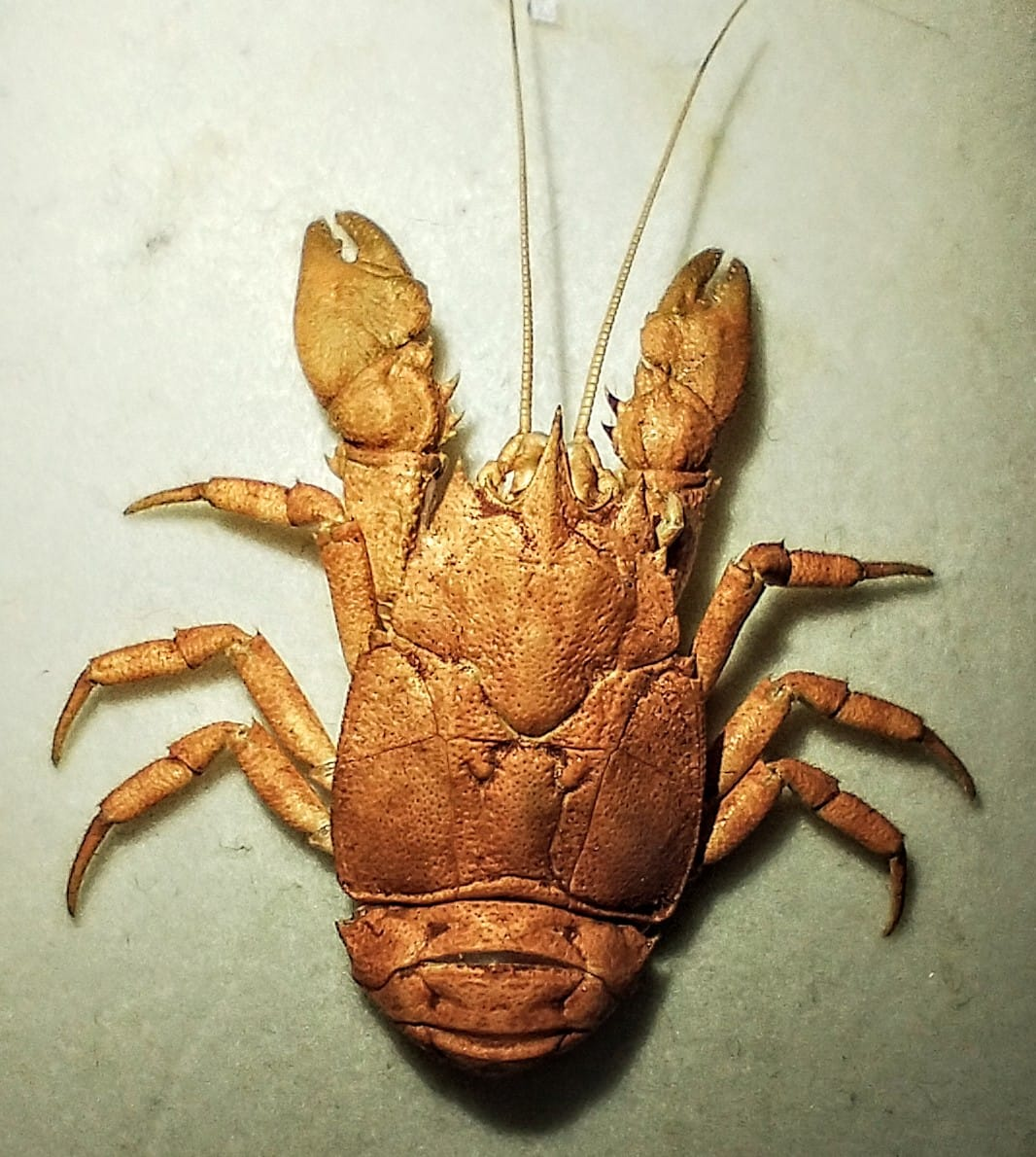
Muda de piel de un cangrejo tanque.

## Taxonomía
Este género fue descrito originalmente en el año 1820 por el zoólogo inglés William Elford Leach.
Evolución
Se postuló que el origen del género es un crustáceo que habría vivido en el océano Pacífico y que desde allí penetró a cuerpos de agua dulce de América del Sur.
Las causas de su notable diversificación son poco conocidas; se ha postulado que podría relacionarse con interrupciones de flujos génicos causadas por eventos geoclimáticos, como glaciaciones e ingresiones marinas.
Especies
Aegla contiene alrededor de 72 especies. De estas, 4 especies habitan en cuevas, 2 en lagos, y las restantes principalmente en arroyos y ríos.
- Aegla abtao Schmitt, 1942
  - Aegla abtao abtao (Schmitt, 1942 a)
  - Aegla abtao riolimayana (Schmitt, 1942 b)
- Aegla affinis Schmitt, 1942
- Aegla alacalufi Jara & López, 1981
- Aegla araucaniensis Jara, 1980
- Aegla bahamondei Jara, 1982
- Aegla brevipalma Bond-Buckup & Santos in Santos et al., 2012
- Aegla camargoi Buckup & Rossi, 1977
- Aegla castro Schmitt, 1942
- Aegla cavernicola Türkay, 1972 (especie cavernícola)
- Aegla cholchol Jara & Palacios, 1999
- Aegla concepcionensis Schmitt, 1942
- Aegla denticulata Nicolet, 1849
- Aegla expansa Jara, 1992
- Aegla franca Schmitt, 1942
- Aegla franciscana Buckup & Rossi, 1977
- Aegla grisella Bond-Buckup & Buckup, 1994
- Aegla hueicollensis Jara & Palacios, 1999
- Aegla humahuaca Schmitt, 1942
- Aegla inconspicua Bond-Buckup & Buckup, 1994
- Aegla inermis Bond-Buckup & Buckup, 1994
- Aegla intercalata Bond-Buckup & Buckup, 1994
- Aegla intermedia Girard, 1855
- Aegla itacolomiensis Bond-Buckup & Buckup, 1994
- Aegla jarai Bond-Buckup & Buckup, 1994
- Aegla jujuyana Schmitt, 1942
- Aegla laevis (Latreille, 1818)
  - Aegla laevis laevis Latreille, 1818
  - Aegla laevis talcahuano Schmitt, 1942
- Aegla lata Bond-Buckup & Buckup, 1994
- Aegla leachi Bond-Buckup & Buckup in Santos et al., 2012
- Aegla leptochela Bond-Buckup & Buckup, 1994
- Aegla leptodactyla Buckup & Rossi, 1977
- Aegla ligulata Bond-Buckup & Buckup, 1994
- Aegla longirostri Bond-Buckup & Buckup, 1994
- Aegla manni Jara, 1980
- Aegla marginata Bond-Buckup & Buckup, 1994
- Aegla manuniflata Bond-Buckup & Santos in Santos et al., 2009
- Aegla microphthalma Bond-Buckup & Buckup, 1994
- Aegla muelleri Bond-Buckup & Buckup in Bond-Buckup et al., 2010
- Aegla neuquensis Schmitt, 1942
- Aegla oblata Bond-Buckup & Santos in Santos et al., 2012
- Aegla obstipa Bond-Buckup & Buckup, 1994
- Aegla occidentalis Jara, Pérez-Losada & Crandall, 2003
- Aegla odebrechtii Müller, 1876
- Aegla papudo Schmitt, 1942
- Aegla parana Schmitt, 1942
- Aegla parva Bond-Buckup & Buckup, 1994
- Aegla paulensis Schmitt, 1942
- Aegla perobae Hebling & Rodrigues, 1977 (especie cavernícola)
- Aegla pewenchae Jara, 1994
- Aegla plana Buckup & Rossi, 1977
- Aegla platensis Schmitt, 1942
- Aegla pomerana Bond-Buckup & Buckup in Bond-Buckup et al., 2010
- Aegla prado Schmitt, 1942
- Aegla renana Bond-Buckup & Santos in Santos et al., 2010
- Aegla ringueleti Bond-Buckup & Buckup, 1994
- Aegla rossiana Bond-Buckup & Buckup, 1994
- Aegla rostrata Jara, 1977
- Aegla saltensis Bond-Buckup & Jara in Bond-Buckup et al., 2010
- Aegla sanlorenzo Schmitt, 1942
- Aegla scamosa Ringuelet, 1948 (especie cavernícola)
- Aegla schmitti Hobbs III, 1979
- Aegla septentrionalis Bond-Buckup & Buckup, 1994
- Aegla serrana Buckup & Rossi, 1977
- Aegla singularis Ringuelet, 1948
- Aegla spectabilis Jara, 1986
- Aegla spinipalma Bond-Buckup & Buckup, 1994
- Aegla spinosa Bond-Buckup & Buckup, 1994
- Aegla strinatii Türkay, 1972 (especie cavernícola)
- Aegla uruguayana Schmitt, 1942
- Aegla violacea Bond-Buckup & Buckup, 1994